# Robert Carr (minister)
Leonard Robert Carr (ur. 11 listopada 1916, zm. 17 lutego 2012) – brytyjski polityk, członek Partii Konserwatywnej, minister w rządzie Edwarda Heatha.

## Życiorys
Wykształcenie odebrał w Westminster School oraz w Gonville and Caius College na Uniwersytecie Cambridge. Studiował tam nauki przyrodnicze. Studia ukończył w 1938. W latach 1948–1955 był dyrektorem John Dale Ltd. W 1950 był współautorem książki One Nation. Był także współautorem innych książki - Change is Our Ally (1954) oraz The Responsible Society (1958). W 1965 napisał książkę Our Europe. W latach 1958–1970 był prezesem John Dale Ltd.
W 1950 został wybrany do Izby Gmin jako reprezentant okręgu Mitcham. Od 1974 reprezentował okręg wyborczy Carshalton. W latach 1951–1955 był parlamentarnym prywatnym sekretarzem Anthony’ego Edena, najpierw jako ministra spraw zagranicznych, następnie jako premiera. W 1955 został parlamentarnym sekretarzem ministra pracy. Był nim do 1958. W latach 1963–1964 był ministrem ds. współpracy technicznej.
W 1979 został członkiem gabinetu jako minister zatrudnienia. Odpowiadał za uchwalenie Industrial Relations Act z 1971, który ograniczał prawa do strajku. W 1972 był przez krótki czas Lordem Przewodniczącym Rady oraz przewodniczącym Izby Gmin, po czym został ministrem spraw wewnętrznych. Był nim do wyborczej porażki Partii Konserwatywnej w 1974.
W 1971 wyszedł bez obrażeń z zamachu jakiego dokonała Brygada Gniewu podkładając dwie bomby niedaleko jego domu. Po ponad 30 lat jeden z członków Brygady publicznie przeprosił Carra za zamach i wysłał mu kartkę świąteczną.
Carr zasiadał w Izbie Gmin do 1976, kiedy to został kreowany parem dożywotnim jako baron Carr of Hadley i zasiadł w Izbie Lordów. W latach 1978–1989 był dyrektorem Prudential Corporation. W latach 1979–1987 był dyrektorem Cadbury Schweppes plc.
W 1943 poślubił Joan Twining z którą miał dwie córki - Susan Elizabeth (ur. 1947) i Virginię Sarah (ur. 1957).